# Драган Војводић
Драган Војводић (Кикинда, 2. мај 1959) српски је историчар уметности, универзитетски професор и академик, односно редовни члан Српске академије науке и уметности, од 7. новембра 2024. године.

## Биографија
Завршио је докторске студије историје уметности на Филозофском факултету Универзитета у Београду 2006. године. Радио је као редовни професор и као управник Института за историју уметности Филозофског факултета у Београду. Дописни је члан састава Српске академије науке и уметности од 8. новембра 2018, академијског одбора за проучавање Косова и Метохије, одбора за историју уметности и сентандрејског одбора. Члан је комисије за историју византијске уметности (фр. Commission d’histoire de l’art byzantine) при Међународном удружењу византијских студија (фр. Association Internationale des Études Byzantines), стални члан–сарадник Матице српске и Српског националног комитета за византологију. Био је уредник часописа за средњовековну уметност Зограф од 2015. године, Византијско наслеђе и српска уметност 2016. и Уметничко наслеђе српског народа на Косову и Метохији 2017.

## Изабрани радови
- Војводић, Драган (2005). Зидно сликарство цркве Светог Ахилија у Ариљу. Београд: Стубови културе.
- Војводић, Драган (2006). „Портрети Вукановића у манастиру Морачи” (PDF). Манастир Морача. Београд: Балканолошки институт. стр. 73—92.
- Војводић, Драган (2010). „Ктиторска делатност Стјепана Вукчића Косаче” (PDF). Шћепан Поље и његове светиње кроз вјекове. Беране: Свевиђе. стр. 61—100. Архивирано из оригинала (PDF) 16. 04. 2021. г. Приступљено 05. 09. 2022.
- Војводић, Драган (2011). „Поствизантијско сликарство Ђурђевих Ступова у Будимљи”. Ђурђеви ступови и Будимљанска епархија: Зборник радова. Беране: Епископија будимљанско-никшићка. стр. 553—575.
- Војводић, Драган (2012). „Представе светог Климента Охридског у зидном сликарству средњовековне Србије” (PDF). Византијски свет на Балкану. 1. Београд: Византолошки институт. стр. 145—167. Архивирано из оригинала (PDF) 12. 03. 2021. г. Приступљено 28. 06. 2023.
- Vojvodić, Dragan (2012). „Newly discovered portraits of rulers and the dating of the oldest frescoes in Lipljan” (PDF). Зограф: часопис за средњовековну уметност. 36: 143—155.
- Војводић, Драган (2015). „О времену издавања повеља којима краљ Душан потврђује Хиландару даривање Манастира Светог Ђорђа и села Уложишта а Хрусијском пиргу поклања цркву у Липљану”. Περίβολος: Зборник у част Мирјане Живојиновић. 1. Београд: Византолошки институт. стр. 251—258.
- Војводић, Драган (2016). Средњoвековни живопис Жиче. Београд: Републички завод за заштиту споменика културе.
- Војводић, Драган (2016). „Студенички гроб светог Симеона Српског: Прилози грађи и запажања о живопису”. Стефан Немања - преподобни Симеон Мироточиви: Зборник радова. 2. Београд: Институт за историју уметности. стр. 587—614.
- Војводић, Драган (2016). „Родословне представе и идеја прародитељства у манастиру Студеници”. Манастир Студеница: 700 година Краљеве Цркве. Београд: САНУ. стр. 253—268.
- Војводић, Драган (2016). „На размеђу светова и култура - биће и простори српске средњовековне уметности”. Сакрална уметност српских земаља у средњем веку. Београд: Српски комитет за византологију. стр. 13—39.
- Марјановић-Душанић, Смиља; Војводић, Драган (2016). „Образац царства - идеја и слика власти у Србији (1299-1371)”. Сакрална уметност српских земаља у средњем веку. Београд: Српски комитет за византологију. стр. 299—315.
- Marjanović-Dušanić, Smilja; Vojvodić, Dragan (2016). „The model of Empire - the idea and image of authority in Serbia (1299-1371)”. Sacral art of the Serbian lands in the Middle Ages. Belgrade: Serbian National Committee of Byzantine Studies. стр. 299—315.
- Војводић, Драган (2019). „Доба зрелог средњег века (1322-1455)” (PDF). Уметничко наслеђе српског народа на Косову и Метохији. Београд: Галерија САНУ. стр. 241—269.
- Војводић, Драган (2019). „Ка царском достојанству краљевске власти: Владарске инсигније и идеологија у доба првих Немањића”. Краљевство и архиепископија у српским и поморским земљама Немањића. Београд: САНУ. стр. 315—354.
- Војводић, Драган (2019). „Скривене и заборављене фреске Данилове припрате у Пећи” (PDF). Зограф: часопис за средњовековну уметност. 43: 129—150.
- Марковић, Миодраг; Војводић, Драган (2021). Црква Светих апостола Петра и Павла у Расу. Нови Сад: Платонеум.
- Marković, Miodrag; Vojvodić, Dragan (2021). Church of the Holy Apostles Peter and Paul in Ras. Novi Sad: Platoneum.
- Војводић, Драган; Марковић, Миодраг (2023). Ђурђеви ступови у Расу. Нови Сад: Платонеум.
- Vojvodić, Dragan; Marković, Miodrag (2023). Djurdjevi Stupovi in Ras. Novi Sad: Platoneum.